# Le Zizi
Pour les articles homonymes, voir Zizi.
Le Zizi est une chanson de Pierre Perret sortie en 1974. C'est l'une des plus connues de son répertoire.

## Contexte et caractéristiques
Elle a été écrite à la suite de la décision d'enseigner l'éducation sexuelle à l'école en France. Son sous-titre était d'ailleurs L'éducation sexuelle à l'école.
Le premier couplet pose le décor : une institutrice fait sa classe. C'est un de ses élèves qui décrit la scène et explique ce que, « afin de leur ôter leurs complexes », la maîtresse leur décrit. Le refrain et les trois autres couplets partent, dans une énumération imagée, de tous les aspects de sexes masculins, et dans toutes les situations imaginables. Toutefois, si le sujet de la chanson est inhabituel, le texte n'a rien de paillard ou de grivois : le ton est résolument humoristique et s'adresse à tous les publics, et les organes évoqués sont placés dans des situations du quotidien totalement sorties d'un contexte érotique. Le texte est par ailleurs entièrement composé de métaphores, sans aucun mot grossier.
La chanson figurait en toute fin d'un album (sans titre, mais rapidement désigné par le nom de son « tube »), enregistré en novembre 1974, qui contenait déjà des succès probables comme les Majorettes, Ma p'tite Julia, Donnez-nous des jardins, outre À poil et Ne partez pas en vacances qui étaient déjà parus en 45-tours. De l'avis général, le Zizi n'était pas diffusable, et la pré-version de l'album distribuée aux radios en était amputée. C'est le directeur des programmes d'Europe 1 qui décida de le diffuser malgré le caractère osé du texte, et ce fut le succès immédiat (plus de 500 000 exemplaires vendus).
La chanson fut aussi interprétée par Mireille Mathieu dans l'émission de Patrick Sébastien "Carnaval".

## Autoréférence
En 1978, Pierre Perret doit créer un générique de fin pour le film La Zizanie, sur une musique de Vladimir Cosma,,. Il écrit une chanson inventoriant les sources de discorde de l'époque, de la religion, l'argent à la géopolitique, sans oublier en autocitation qu'il « y a le zizi aussi qui sème la zizanie »,. Il aurait même été engagé pour capitaliser sur la ressemblance entre « zizanie » et « zizi ». Une fois la chanson enregistrée et intégrée au film, la co-vedette Louis de Funès et son épouse la découvrent lors d'une pré-projection, et très prudes, la jugent trop vulgaire pour ce film familial,,. Trois semaines avant la sortie en salles, la chanson-générique est donc supprimée du mixage et remplacée par une version instrumentale,,. L'incident déçoit beaucoup le chanteur, qui s'oppose longtemps à l'exploitation du titre indépendamment du film. On sème la zizanie est finalement dévoilé en 2010 dans une anthologie des compositions de Cosma pour le cinéma,, puis l'année suivante dans le coffret Pierre Perret, l'intégrale.

## Adaptations
Jean-Bernard Plantevin a adapté la chanson en langue d'oc sous le titre : lou quiqui. 
L'humoriste français Mozinor a remixé Le Zizi avec une musique de Roy Ayers.

## Parodies
- Le groupe québécois «Rock et Belles Oreilles» a parodié Le Zizi avec Le Clito, interprétée par Chantal Francke, qui traite du clitoris[7].
- Les partis : Yves Lecoq (1977) au sujet des partis politiques et de leurs dirigeants[8];
- Le bout de peau : de B. Chardonneau (2015) est une longue chanson consacrée au prépuce[9].